# Нова Весь (гміна Рибно)
Нова Весь (пол. Nowa Wieś) — село в Польщі, у гміні Рибно Сохачевського повіту Мазовецького воєводства.
Населення — 81 особа (2011).
У 1975-1998 роках село належало до Скерневицького воєводства.

## Демографія
Демографічна структура станом на 31 березня 2011 року:
|          | Загалом | Допрацездатний вік | Працездатний вік | Постпрацездатний вік |
| -------- | ------- | ------------------ | ---------------- | -------------------- |
| Чоловіки | 41      | 10                 | 29               | 2                    |
| Жінки    | 40      | 8                  | 23               | 9                    |
| Разом    | 81      | 18                 | 52               | 11                   |